# Championnat du monde de Formule 1 1996
Navigation
1995 1997

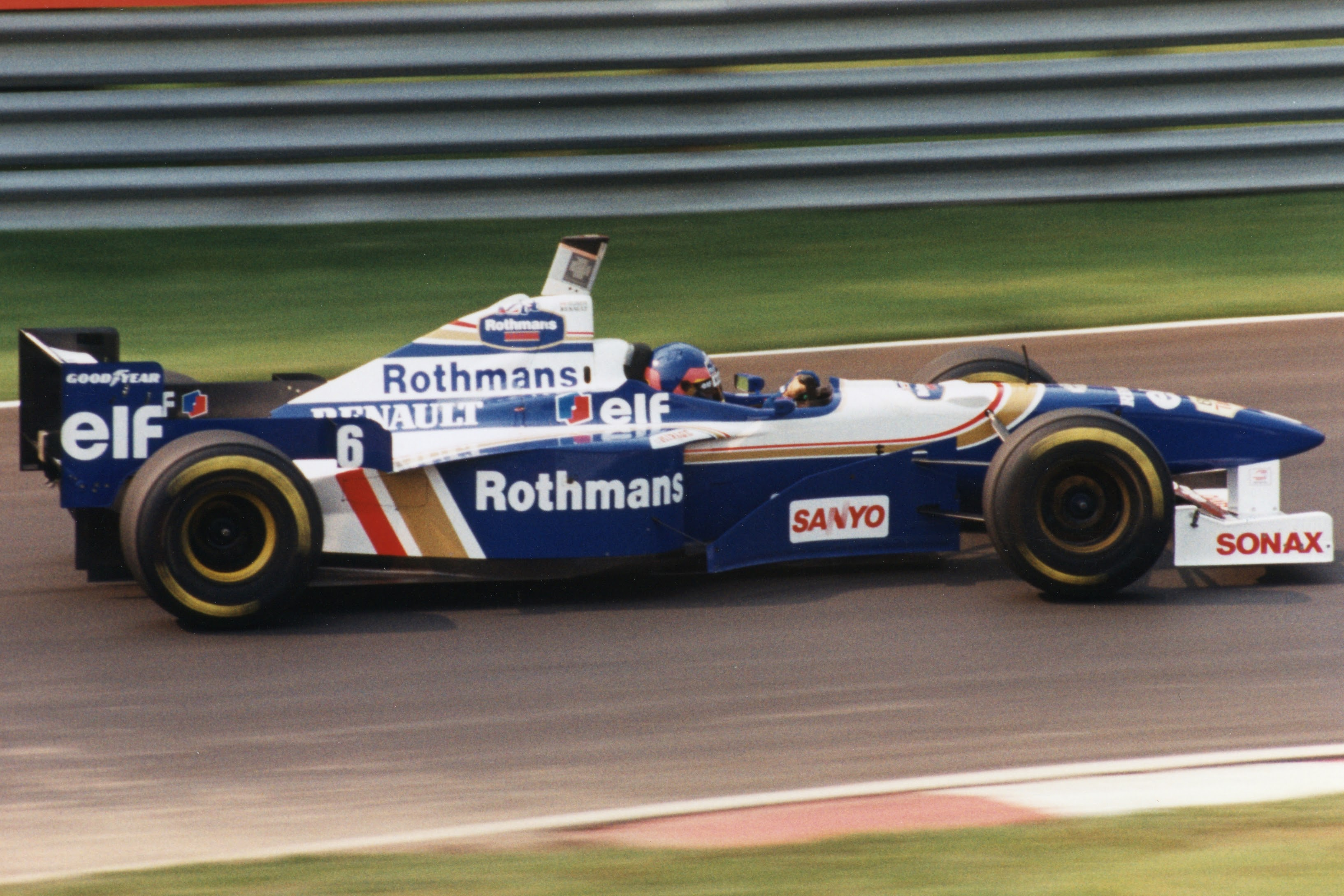
Jacques Villeneuve au Grand Prix du Canada en 1996.

Le championnat  du monde de Formule 1 1996 est remporté par le Britannique Damon Hill sur une Williams-Renault. Williams remporte le championnat du monde des constructeurs.
Auréolé de sa victoire en championnat CART en 1995 et lors des 500 miles d'Indianapolis, le pilote canadien Jacques Villeneuve, fils de Gilles, débute en Formule 1 à 25 ans pour faire équipe avec Damon Hill sur Williams-Renault et s'impose dès sa quatrième course, sur le Nürburgring lors du Grand Prix d'Europe. Jusqu'au bout, il va lutter contre son coéquipier pour le gain du titre mondial. 
Damon Hill remporte huit victoires, dont la manche finale décisive de Suzuka où Villeneuve abandonne ; il devient, à 36 ans, le premier champion du monde à succéder à son père (Nico Rosberg l'imitera en 2016) : Graham Hill ayant été titré en 1962 et 1968. Williams, dans une période faste, s'adjuge son huitième titre des constructeurs. 
Lors de cette saison, Michael Schumacher gagne ses trois premières courses pour Ferrari, tandis qu'à l'arrivée d'un Grand Prix de Monaco fortement arrosé, où seulement trois monoplaces franchissent la ligne d'arrivée au bout de deux heures, Olivier Panis remporte le seul Grand Prix de sa carrière, au volant de sa Ligier-Mugen-Honda. Il restera durant 24 ans le dernier vainqueur français d'une course de Formule 1, jusqu'à la victoire de Pierre Gasly lors du Grand Prix d'Italie 2020. 

## Repères

### Pilotes
Débuts en tant que pilote-titulaire : 
- Jacques Villeneuve chez Williams.
- Ricardo Rosset chez Arrows.
- Giancarlo Fisichella chez Minardi.
- Tarso Marques chez Minardi pour les Grands Prix du Brésil et d'Argentine en remplacement de Giancarlo Fisichella.

 Transferts : 
- Michael Schumacher, champion du monde 1994 et 1995, quitte Benetton pour Ferrari.
- Eddie Irvine quitte Jordan pour Ferrari.
- Jean Alesi quitte Ferrari pour Benetton.
- Gerhard Berger quitte Ferrari pour Benetton.
- David Coulthard quitte Williams pour McLaren.
- Pedro Diniz quitte Forti pour Ligier.
- Martin Brundle quitte Ligier pour Jordan.
- Johnny Herbert quitte Benetton pour Sauber.
- Jos Verstappen quitte Simtek pour Arrows.
- Luca Badoer quitte Minardi pour Forti.
- Andrea Montermini quitte Pacific pour Forti.
- Gianni Morbidelli quitte Arrows pour devenir le pilote de réserve de Jordan.

 Retraits : 
- Gabriele Tarquini (38 GP et 1 point entre 1987 et 1995)
- Mark Blundell (61 GP, 3 podiums et 32 points entre 1991 et 1995)
- Nigel Mansell (champion du monde 1992, 187 GP, 482 points, 31 victoires, 32 pole positions et 59 podiums entre 1980 et 1995).
- Max Papis (7 GP en 1995)
- Taki Inoue (18 GP en 1994 et 1995)
- Domenico Schiattarella (7 GP en 1994 et 1995)
- Bertrand Gachot (47 GP et 5 points entre 1989 et 1995)
- Jean-Denis Delétraz (3 GP en 1994 et 1995)
- Roberto Moreno (42 GP et 15 points entre 1987 et 1995)
- Pierluigi Martini (129 GP et 18 points entre 1984 et 1995)
- Aguri Suzuki (64 GP, 1 podium et 8 points entre 1988 et 1995)
- Karl Wendlinger (41 GP et 14 points entre 1991 et 1995)

 Retour en cours de saison : 
- Giovanni Lavaggi chez Minardi en remplacement de Giancarlo Fisichella à partir du Grand Prix d'Allemagne.

### Écuries
- Les écuries Simtek et Pacific Racing se retirent du championnat.
- Benetton est désormais une écurie italienne, alors qu'elle courait sous licence britannique depuis ses débuts en 1986.

### Circuits
- Le Grand Prix du Pacifique est supprimé du championnat.
- Le Grand Prix d'Australie, qui se déroulait à Adélaïde, à la fin du championnat, a lieu en ouverture de la saison à Melbourne, dans l'Albert Park.

## Règlement sportif: les nouveautés
- Plus de séance de préqualifications.
- Essais libres limités à 30 tours dans la journée : vendredi de 11 h 00 à 12 h 00 et de 13 h 00 à 14 h 00.
- Essais libres limités à 30 tours au total des deux séances de la matinée : samedi de 09h00 à 09h45 et de 10 h 15 à 11 h 00.
- Essais qualificatifs limités à 12 tours : samedi de 13 h 00 à 14 h 00.
- Tout pilote dont le temps de qualification dépasse de 7 % le temps de la pole position ne sera pas autorisé à prendre le départ (sauf sur décision des commissaires sportifs prise en raison de conditions exceptionnelles ayant empêché le concurrent de défendre ses chances).
- En cas de problème sur sa monoplace de course, un pilote a le droit d'utiliser un "mulet" lors des essais qualificatifs, mais pas lors des essais libres.
- Le feu vert de départ peut être allumé à tout moment et non plus dans un délai de 4 à 7 secondes après l'apparition du feu rouge.

## Règlement technique les nouveautés
- Largeur minimale du cockpit portée à 520 mm.
- Parois latérales de protection des bords du cockpit en mousse antichoc de 75 mm d'épaisseur.
- Parois de protection sur le plat-bord du cockpit montant de chaque côté du casque.

## Pilotes et monoplaces
| Écurie                               | Constructeur | Châssis          | Moteur                            | Pneus | no | Pilotes               | Pilotes d'essais et de réserve                                                       |
| ------------------------------------ | ------------ | ---------------- | --------------------------------- | ----- | -- | --------------------- | ------------------------------------------------------------------------------------ |
| Scuderia Ferrari                     | Ferrari      | F310             | Ferrari 046 3.0 V10               | G     | 1  | Michael Schumacher    | Nicola Larini                                                                        |
| Scuderia Ferrari                     | Ferrari      | F310             | Ferrari 046 3.0 V10               | G     | 2  | Eddie Irvine          | Nicola Larini                                                                        |
| Mild Seven Benetton Renault          | Benetton     | B196             | Renault RS8 3.0 V10               | G     | 3  | Jean Alesi            | Vincenzo Sospiri Allan McNish Jarno Trulli Alessandro Nannini Alexander Wurz         |
| Mild Seven Benetton Renault          | Benetton     | B196             | Renault RS8 3.0 V10               | G     | 4  | Gerhard Berger        | Vincenzo Sospiri Allan McNish Jarno Trulli Alessandro Nannini Alexander Wurz         |
| Rothmans Williams Renault            | Williams     | FW18             | Renault RS8 3.0 V10               | G     | 5  | Damon Hill            | Jean-Christophe Boullion Riccardo Patrese                                            |
| Rothmans Williams Renault            | Williams     | FW18             | Renault RS8 3.0 V10               | G     | 6  | Jacques Villeneuve    | Jean-Christophe Boullion Riccardo Patrese                                            |
| Marlboro McLaren Mercedes            | McLaren      | MP4/11 MP4/11B   | Mercedes FO 110 3.0 V10           | G     | 7  | Mika Häkkinen         | Jan Magnussen Ralf Schumacher Dario Franchitti Ralph Firman                          |
| Marlboro McLaren Mercedes            | McLaren      | MP4/11 MP4/11B   | Mercedes FO 110 3.0 V10           | G     | 8  | David Coulthard       | Jan Magnussen Ralf Schumacher Dario Franchitti Ralph Firman                          |
| Équipe Ligier Gauloises Blondes      | Ligier       | JS43             | Mugen-Honda MF-301HA 3.0 V10      | G     | 9  | Olivier Panis         | Kelvin Burt Kenny Bräck Jacques Laffite                                              |
| Équipe Ligier Gauloises Blondes      | Ligier       | JS43             | Mugen-Honda MF-301HA 3.0 V10      | G     | 10 | Pedro Diniz           | Kelvin Burt Kenny Bräck Jacques Laffite                                              |
| Benson & Hedges Total Jordan Peugeot | Jordan       | 196              | Peugeot A12 EV5 3.0 V10           | G     | 11 | Rubens Barrichello    | Gianni Morbidelli Érik Comas Colin McRae Fabrizio de Simone (en) Nigel Mansell       |
| Benson & Hedges Total Jordan Peugeot | Jordan       | 196              | Peugeot A12 EV5 3.0 V10           | G     | 12 | Martin Brundle        | Gianni Morbidelli Érik Comas Colin McRae Fabrizio de Simone (en) Nigel Mansell       |
| Red Bull Sauber Ford                 | Sauber       | C15              | Ford JD Zetec-R 3.0 V10           | G     | 14 | Johnny Herbert        | Norberto Fontana Alexander Wurz John Watson Jonathan Palmer Marc Surer Nicola Larini |
| Red Bull Sauber Ford                 | Sauber       | C15              | Ford JD Zetec-R 3.0 V10           | G     | 15 | Heinz-Harald Frentzen | Norberto Fontana Alexander Wurz John Watson Jonathan Palmer Marc Surer Nicola Larini |
| Footwork Hart                        | Arrows       | FA17             | Hart 830 3.0 V8                   | G     | 16 | Ricardo Rosset        | Kenny Bräck Jérémie Dufour Kelvin Burt David Brabham Jörg Müller                     |
| Footwork Hart                        | Arrows       | FA17             | Hart 830 3.0 V8                   | G     | 17 | Jos Verstappen        | Kenny Bräck Jérémie Dufour Kelvin Burt David Brabham Jörg Müller                     |
| Tyrrell Yamaha                       | Tyrrell      | 024              | Yamaha OX 11 A 3.0 V10            | G     | 18 | Ukyo Katayama         | Emmanuel Collard                                                                     |
| Tyrrell Yamaha                       | Tyrrell      | 024              | Yamaha OX 11 A 3.0 V10            | G     | 19 | Mika Salo             | Emmanuel Collard                                                                     |
| Minardi F1 Team                      | Minardi      | M195B            | Ford EDM2 3.0 V8 Ford EDM3 3.0 V8 | G     | 20 | Pedro Lamy            | Andrea Boldrini Esteban Tuero                                                        |
| Minardi F1 Team                      | Minardi      | M195B            | Ford EDM2 3.0 V8 Ford EDM3 3.0 V8 | G     | 21 | Giancarlo Fisichella  | Andrea Boldrini Esteban Tuero                                                        |
| Minardi F1 Team                      | Minardi      | M195B            | Ford EDM2 3.0 V8 Ford EDM3 3.0 V8 | G     | 21 | Tarso Marques         | Andrea Boldrini Esteban Tuero                                                        |
| Minardi F1 Team                      | Minardi      | M195B            | Ford EDM2 3.0 V8 Ford EDM3 3.0 V8 | G     | 21 | Giovanni Lavaggi      | Andrea Boldrini Esteban Tuero                                                        |
| Forti Corse                          | Forti        | FG01-95B FG03-96 | Ford ECA Zetec-R 3.0 V10          | G     | 22 | Luca Badoer           | Franck Lagorce                                                                       |
| Forti Corse                          | Forti        | FG01-95B FG03-96 | Ford ECA Zetec-R 3.0 V10          | G     | 23 | Andrea Montermini     | Franck Lagorce                                                                       |

## Grands Prix de la saison 1996
| no  | Date         | Grand Prix                    | Lieu              | Vainqueur          | Écurie             | Pole position      | Record du tour     | Résumé |
| --- | ------------ | ----------------------------- | ----------------- | ------------------ | ------------------ | ------------------ | ------------------ | ------ |
| 582 | 10 mars      | Grand Prix d'Australie        | Melbourne         | Damon Hill         | Williams-Renault   | Jacques Villeneuve | Jacques Villeneuve | Résumé |
| 583 | 31 mars      | Grand Prix du Brésil          | Interlagos        | Damon Hill         | Williams-Renault   | Damon Hill         | Damon Hill         | Résumé |
| 584 | 7 avril      | Grand Prix d'Argentine        | Buenos Aires      | Damon Hill         | Williams-Renault   | Damon Hill         | Jean Alesi         | Résumé |
| 585 | 28 avril     | Grand Prix d'Europe           | Nürburgring       | Jacques Villeneuve | Williams-Renault   | Damon Hill         | Damon Hill         | Résumé |
| 586 | 5 mai        | Grand Prix de Saint-Marin     | Imola             | Damon Hill         | Williams-Renault   | Michael Schumacher | Damon Hill         | Résumé |
| 587 | 19 mai       | Grand Prix de Monaco          | Monaco            | Olivier Panis      | Ligier-Mugen-Honda | Michael Schumacher | Jean Alesi         | Résumé |
| 588 | 2 juin       | Grand Prix d'Espagne          | Barcelone         | Michael Schumacher | Ferrari            | Damon Hill         | Michael Schumacher | Résumé |
| 589 | 16 juin      | Grand Prix du Canada          | Montréal          | Damon Hill         | Williams-Renault   | Damon Hill         | Jacques Villeneuve | Résumé |
| 590 | 30 juin      | Grand Prix de France          | Magny-Cours       | Damon Hill         | Williams-Renault   | Michael Schumacher | Jacques Villeneuve | Résumé |
| 591 | 14 juillet   | Grand Prix de Grande-Bretagne | Silverstone       | Jacques Villeneuve | Williams-Renault   | Damon Hill         | Jacques Villeneuve | Résumé |
| 592 | 28 juillet   | Grand Prix d'Allemagne        | Hockenheim        | Damon Hill         | Williams-Renault   | Damon Hill         | Damon Hill         | Résumé |
| 593 | 11 août      | Grand Prix de Hongrie         | Budapest          | Jacques Villeneuve | Williams-Renault   | Michael Schumacher | Damon Hill         | Résumé |
| 594 | 25 août      | Grand Prix de Belgique        | Spa-Francorchamps | Michael Schumacher | Ferrari            | Jacques Villeneuve | Gerhard Berger     | Résumé |
| 595 | 8 septembre  | Grand Prix d'Italie           | Monza             | Michael Schumacher | Ferrari            | Damon Hill         | Michael Schumacher | Résumé |
| 596 | 22 septembre | Grand Prix du Portugal        | Estoril           | Jacques Villeneuve | Williams-Renault   | Damon Hill         | Jacques Villeneuve | Résumé |
| 597 | 13 octobre   | Grand Prix du Japon           | Suzuka            | Damon Hill         | Williams-Renault   | Jacques Villeneuve | Jacques Villeneuve | Résumé |

## Classement des pilotes
| Classement | Pilote                | Points | AUS | BRA | ARG | EUR | SMA | MON | ESP | CAN | FRA | GBR | ALL | HUN | BEL | ITA | POR | JAP |
| ---------- | --------------------- | ------ | --- | --- | --- | --- | --- | --- | --- | --- | --- | --- | --- | --- | --- | --- | --- | --- |
| Champion   | Damon Hill            | 97     | 10  | 10  | 10  | 3   | 10  | -   | -   | 10  | 10  | -   | 10  | 6   | 2   | -   | 6   | 10  |
| 2e         | Jacques Villeneuve    | 78     | 6   | -   | 6   | 10  | -   | -   | 4   | 6   | 6   | 10  | 4   | 10  | 6   | -   | 10  | -   |
| 3e         | Michael Schumacher    | 59     | -   | 4   | -   | 6   | 6   | -   | 10  | -   | -   | -   | 3   | -   | 10  | 10  | 4   | 6   |
| 4e         | Jean Alesi            | 47     | -   | 6   | 4   | -   | 1   | -   | 6   | 4   | 4   | -   | 6   | 4   | 3   | 6   | 3   | -   |
| 5e         | Mika Häkkinen         | 31     | 2   | 3   | -   | -   | -   | 1   | 2   | 2   | 2   | 4   | -   | 3   | 4   | 4   | -   | 4   |
| 6e         | Gerhard Berger        | 21     | 3   | -   | -   | -   | 4   | -   | -   | -   | 3   | 6   | -   | -   | 1   | -   | 1   | 3   |
| 7e         | David Coulthard       | 18     | -   | -   | -   | 4   | -   | 6   | -   | 3   | 1   | 2   | 2   | -   | -   | -   | -   | -   |
| 8e         | Rubens Barrichello    | 14     | -   | -   | 3   | 2   | 2   | -   | -   | -   | -   | 3   | 1   | 1   | -   | 2   | -   | -   |
| 9e         | Olivier Panis         | 13     | -   | 1   | -   | -   | -   | 10  | -   | -   | -   | -   | -   | 2   | -   | -   | -   | -   |
| 10e        | Eddie Irvine          | 11     | 4   | -   | 2   | -   | 3   | -   | -   | -   | -   | -   | -   | -   | -   | -   | 2   | -   |
| 11e        | Martin Brundle        | 8      | -   | -   | -   | 1   | -   | -   | -   | 1   | -   | 1   | -   | -   | -   | 3   | -   | 2   |
| 12e        | Heinz-Harald Frentzen | 7      | -   | -   | -   | -   | -   | 3   | 3   | -   | -   | -   | -   | -   | -   | -   | -   | 1   |
| 13e        | Mika Salo             | 5      | 1   | 2   | -   | -   | -   | 2   | -   | -   | -   | -   | -   | -   | -   | -   | -   | -   |
| 14e        | Johnny Herbert        | 4      | -   | -   | -   | -   | -   | 4   | -   | -   | -   | -   | -   | -   | -   | -   | -   | -   |
| 15e        | Pedro Diniz           | 2      | -   | -   | -   | -   | -   | -   | 1   | -   | -   | -   | -   | -   | -   | 1   | -   | -   |
| 16e        | Jos Verstappen        | 1      | -   | -   | 1   | -   | -   | -   | -   | -   | -   | -   | -   | -   | -   | -   | -   | -   |
| 17e        | Ukyo Katayama         | 0      | -   | -   | -   | -   | -   | -   | -   | -   | -   | -   | -   | -   | -   | -   | -   | -   |
| 18e        | Ricardo Rosset        | 0      | -   | -   | -   | -   | -   | -   | -   | -   | -   | -   | -   | -   | -   | -   | -   | -   |
| 19e        | Giancarlo Fisichella  | 0      | -   |     |     | -   | -   | -   | -   | -   | -   | -   |     |     |     |     |     |     |
| 20e        | Pedro Lamy            | 0      | -   | -   | -   | -   | -   | -   | -   | -   | -   | -   | -   | -   | -   | -   | -   | -   |
| 21e        | Luca Badoer           | 0      | -   | -   | -   | -   | -   | -   | -   | -   | -   |     |     |     |     |     |     |     |
| 22e        | Giovanni Lavaggi      | 0      |     |     |     |     |     |     |     |     |     | -   | -   | -   | -   | -   | -   | -   |
| 23e        | Andrea Montermini     | 0      | -   | -   | -   | -   | -   | -   | -   | -   | -   |     |     |     |     |     |     |     |
| 24e        | Tarso Marques         | 0      |     | -   | -   |     |     |     |     |     |     |     |     |     |     |     |     |     |

## Classement des constructeurs
| Classement | Écurie             | Points | AUS | BRA | ARG | EUR | SMA | MON | ESP | CAN | FRA | GBR | ALL | HUN | BEL | ITA | POR | JAP |
| ---------- | ------------------ | ------ | --- | --- | --- | --- | --- | --- | --- | --- | --- | --- | --- | --- | --- | --- | --- | --- |
| Champion   | Williams-Renault   | 175    | 16  | 10  | 16  | 13  | 10  | -   | 4   | 16  | 16  | 10  | 14  | 16  | 8   | -   | 16  | 10  |
| 2e         | Ferrari            | 70     | 4   | 4   | 2   | 6   | 9   | -   | 10  | -   | -   | -   | 3   | -   | 10  | 10  | 6   | 6   |
| 3e         | Benetton-Renault   | 68     | 3   | 6   | 4   | -   | 5   | -   | 6   | 4   | 7   | 6   | 6   | 4   | 4   | 6   | 4   | 3   |
| 4e         | McLaren-Mercedes   | 49     | 2   | 3   | -   | 4   | -   | 7   | 2   | 5   | 3   | 6   | 2   | 3   | 4   | 4   | -   | 4   |
| 5e         | Jordan-Peugeot     | 22     | -   | -   | 3   | 3   | 2   | -   | -   | 1   | -   | 4   | 1   | 1   | -   | 5   | -   | 2   |
| 6e         | Ligier-Mugen-Honda | 15     | -   | 1   | -   | -   | -   | 10  | 1   | -   | -   | -   | -   | 2   | -   | 1   | -   | -   |
| 7e         | Sauber-Ford        | 11     | -   | -   | -   | -   | -   | 7   | 3   | -   | -   | -   | -   | -   | -   | -   | -   | 1   |
| 8e         | Tyrrell-Yamaha     | 5      | 1   | 2   | -   | -   | -   | 2   | -   | -   | -   | -   | -   | -   | -   | -   | -   | -   |
| 9e         | Footwork-Hart      | 1      | -   | -   | 1   | -   | -   | -   | -   | -   | -   | -   | -   | -   | -   | -   | -   | -   |
| 10e        | Minardi-Ford       | 0      | -   | -   | -   | -   | -   | -   | -   | -   | -   | -   | -   | -   | -   | -   | -   | -   |
| 11e        | Forti-Ford         | 0      | -   | -   | -   | -   | -   | -   | -   | -   | -   | -   |     |     |     |     |     |     |